# Kinkelbach 17 (Mönchengladbach)

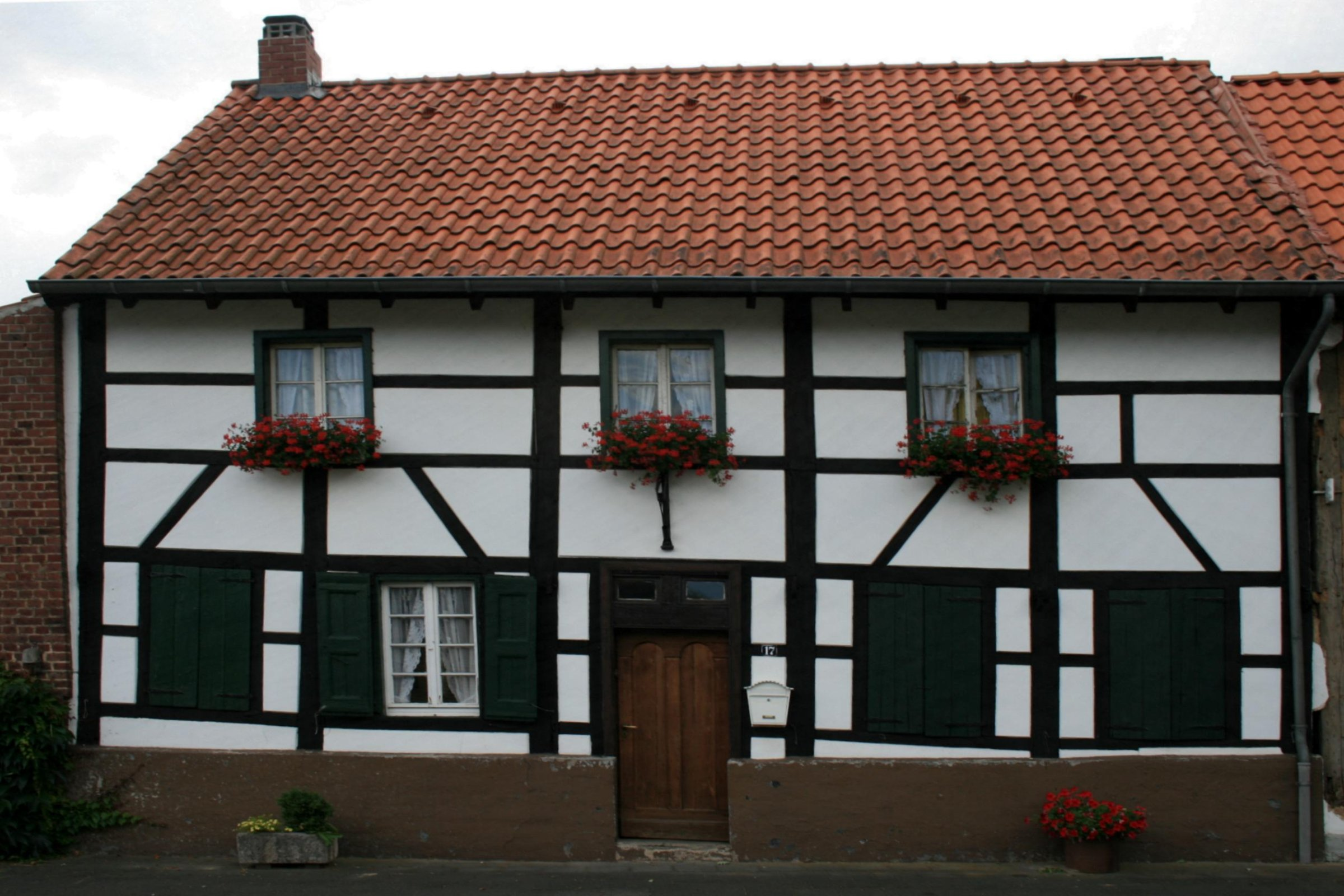
Fachwerkhaus Kinkelbach 17 (2010)

Das Fachwerkhaus Kinkelbach 17 steht im Stadtteil Wickrathberg in Mönchengladbach (Nordrhein-Westfalen).
Das Gebäude wurde im 18. Jahrhundert erbaut. Es wurde unter Nr. K 030  am 14. Oktober 1986 in die Denkmalliste der Stadt Mönchengladbach eingetragen.

## Architektur
Das Objekt ist ein zweigeschossiges Traufenhaus aus Fachwerk aus dem 18. Jahrhundert in 5:4 Gefachen. Das Satteldach ist in alter Hohlziegeldeckung mit überstehender, hofseitiger weit vorgezogener Traufe erbaut.
Es handelt sich um ein charakteristisches Fachwerkhaus des 18. Jahrhunderts in regional typischer Bauweise. Im Zusammenhang der Baugruppe gilt es aus siedlungs- und architekturgeschichtlichen Gründen als erhaltenswert.